# Municipio de Balfour
El municipio de Balfour (en inglés: Balfour Township) es un municipio ubicado en el condado de McHenry en el estado estadounidense de Dakota del Norte. En el año 2010 tenía una población de 38 habitantes y una densidad poblacional de 0,41 personas por km².

## Geografía
El municipio de Balfour se encuentra ubicado en las coordenadas 47°57′55″N 100°30′38″O / 47.96528, -100.51056. Según la Oficina del Censo de los Estados Unidos, el municipio tiene una superficie total de 92.43 km², de la cual 90.69 km² corresponden a tierra firme y (1.88%) 1.74 km² es agua.

## Demografía
Según el censo de 2010, había 38 personas residiendo en el municipio de Balfour. La densidad de población era de 0,41 hab./km². De los 38 habitantes, el municipio de Balfour estaba compuesto por el 97.37% blancos y el 2.63% eran amerindios. No había personas de otras razas ni hispanos.